# Rivière-Beaudette
Rivière-Beaudette es un municipio de la provincia de Quebec, Canadá. Es una de las ciudades pertenecientes al condado regional de Vaudreuil-Soulanges y, a su vez, a la región de Vallée-du-Haut-Saint-Laurent en Montérégie.

## Geografía
El municipio de Rivière-Beaudette se encuentra ubicado por la orilla norte del río San Lorenzo entre los municipios de Saint-Télesphore y Saint-Polycarpe al norte, Saint-Zotique al este, y South Glengarry en la provincia vicina de Ontario al oeste. Tiene una superficie total de 25,21 km² cuyos 18,63 son tierra firme.

## Política
Forma parte de las circunscripciones electorales de Soulanges a nivel provincial y de Vaudreuil-Soulanges a nivel federal.

## Demografía
Según el censo de 2011, había 1885 personas residiendo en esta ciudad con una densidad poblacional de 101,9 hab./km². Los datos del censo mostraron que de las 1720 personas censadas en 2006, en 2011 hubo un aumento de 165 habitantes (9,6 %). El número total de inmuebles particulares resultó de 894. El número total de viviendas particulares que se encontraban ocupadas por residentes habituales fue de 768.